# Zagrebački športski klub Viktorija
Lo Zagrebački športski klub Viktorija, in italiano Club sportivo zagabrese Vittoria), noto come Viktorija Zagabria, fu una società calcistica croata con sede a Zagabria, durante gli anni del Regno di Jugoslavia.
Visse il suo momento migliore nel periodo interbellico, quando militava perennemente nella prima classe zagabrese, riuscendo a vincerla in due occasioni, nel 1931 e nel 1933. Fu una delle più importanti società sportive della ZNP, una delle 15 sottofederazioni in cui era diviso il sistema calcistico del paese.

## Nomi
- 1907: Športski klub Viktorija
- 1918: Hrvatski športski klub Concordia-Viktorija – fusione per mancanza di calciatori
- 1919: Športski klub Viktorija
- 1923: Zagrebački športski klub Viktorija – dopo la fusione con HŠK Penkale
- 1941: Nogometni klub Krešimir – dopo la fusione con ŠK Zagreb
- 1941: Hrvatski športski klub Viktorija
- 1945: Nogometni klub Napredak

## Storia
Il club viene fondato, come ŠK Viktorija, dagli studenti del Donjogradska realna gimnazija ("Ginnasio reale della Città Bassa") nel 1907, quando Zagabria fa parte dell'Austria Ungheria, cui poi si aggiungono quelli dell'Accademia del commercio e del Ginnasio reale della Città Alta. Questi fondatori sono: N. e Z. Batinić, S. Bösenbacher, N. Kolačko, F. Koščica, A. e M. Pandaković, M. Popović e M. Savić.

Nei primi anni di vita del club, le attività si svolgono nello Srednjoškolsko igralište Elipsa ("Parco giochi della Scuola superiore di Elipsa), attualmente utilizzato dalle scuole odierne. Si iscrive alla II. nogometnom prvenstvu Hrvatske i Slavonije ("seconda divisione del campionato di Croazia e Slavonia"), raggiunge la prima divisione nel 1913, ma subito dopo i tornei si fermano per lo scoppio della prima guerra mondiale.

Dopo la guerra, Zagabria entra a far parte del Regno dei Serbi, Croati e Sloveni, ed a causa della mancanza di calciatori, dal 1918 all'estate del 1919, il Viktorija si unisce al HŠK Concordia, gareggia come HŠK Concordia-Viktorija e viene iscritto nella 1. razred della sottofederazione di Zagabria.

Nel settembre 1920, il club conquista la Radišin pokal battendo 5–3 in finale lo HAŠK. Nel febbraio 1928 raggiunge la finale della Balokovićev pokal, ma viene sconfitto 1–5 dal Građanski.

Nel 1923, i calciatori del dissolto HŠK Penkale si trasferiscono in massa al Viktorija, che così cambia il nome sociale in Zagrebački športski klub Viktorija.

Nel 1931 il club vince il campionato della ZNP e viene ammesso agli spareggi per accedere al Državno prvenstvo 1931-1932, il campionato nazionale. Dopo aver superato il Segesta nel preliminare, il Viktorija si classifica al primo posto nel gruppo di qualificazione, davanti addirittura al Građanski, ed accede al campionato nazionale, dove viene eliminato dal Concordia, poi vincitore del torneo.

Dal 1922 utilizza come stadio lo Športsko igralište Viktorija, impianto sito in via Miramarska, in coabitazione con lo Željezničar.

I presidenti di spicco del club sono A. e M. Pandaković e Z. Heruc.

Il 6 giugno 1945 il club cessa l'attività a causa del divieto delle nuove autorità comuniste.

## Giocatori
- Danijel Premerl (1932 – 1934)
- Emil Urch (1934 – 1935)